# Maxie Long
Maxie Long (eigentlich: Maxwell Warburn Long; * 16. Oktober 1878 in Waverley, Massachusetts; † 4. März 1959 in New York City) war ein US-amerikanischer Leichtathlet und Olympiasieger.
Long war Student der Columbia University und der erste Sprinter der Sportgeschichte, der sich auf den 400-Meter-Lauf (Viertelmeile) spezialisierte. Bereits mit 19 Jahren war sein Lauftalent offenkundig, als er 1897 bei den Meisterschaften der Amateur Athletic Union of Canada (AAUofC) über 220 Yards seinen ersten Titel holte. Er verteidigte diesen Titel drei weitere Jahre bis 1900. Biografen vermuten deshalb, dass Maxwell Long, ähnlich wie George Orton in jener Zeit, die kanadische Staatsangehörigkeit besessen habe. Verwertbare historische Aufzeichnungen hierzu existieren jedoch nicht.
Als Mitglied des New York Athletic Club gewann Long 1898 bei den Meisterschaften der Amateur Athletic Union (AAU), was den nationalen Meisterschaften der USA entsprach, über 440 Yards einen weiteren Titel. Er wiederholte diesen Erfolg 1899 und holte sich in dem Jahr auch noch die Meisterschaft über 220 Yards. Auch bei den Meisterschaften der Intercollegiate Association of Amateur Athletes of America (IC4A), was den Studentenmeisterschaften in den USA entsprach, war er 1899 über 440 Yards unschlagbar.
Das Jahr 1900 begann für Maxwell Long zunächst enttäuschend. Bei den Meisterschaften der IC4A verlor er über 440 Yards gegen Dixon Boardman und Harry Lee. Alle drei reisten zu den Olympischen Spielen 1900 nach Paris. Bei einem Zwischenaufenthalt in England nahm er, nur wenige Tage vor Beginn der Leichtathletikwettbewerbe in Paris, an den Meisterschaften der Amateur Athletic Association (AAA) teil, was den britischen Meisterschaften entsprach. Er gewann den Lauf über 440 Yards.
Long hatte sich inzwischen auf die Strecke über die Viertelmeile spezialisiert und nahm in Paris nur am Lauf über 400 Meter teil. Er qualifizierte sich ebenso für das Finale, wie Boardman und Lee. Zum Finalwettkampf, der an einem Sonntag ausgetragen wurde, traten seine beiden Kontrahenten jedoch nicht an, da ihr Glaube ihnen jeglichen Sport an einem Sonntag verbot. Für Maxwell Long wurde es so ein leichter Sieg. Seine Laufzeit von 49,4 s bedeutete olympischen Rekord.
Die Platzierungen bei Olympischen Spielen für Maxwell Warburn Long:
- II. Olympische Spiele 1900, Paris
  - 400 m – Gold mit 49,4 s (Silber an William Holland, USA mit 49,6 s; Bronze an Ernst Schultz, DEN mit unbekannter Zeit)

Zwei Monate nach den Olympischen Spielen machte Maxwell Long mit äußerst beeindruckenden Leistungen auf sich aufmerksam. Am 15. September beteiligte er sich erneut an den Meisterschaften der AAU und holte sich die Titel über 100 und 440 Yards, nur über 220 Yards musste er sich mit dem dritten Platz begnügen. Eine Woche später am 22. September beteiligte er sich an den Meisterschaften der AAUofC, wo er auf allen drei Strecken (100, 220 und 440 Yards) gewann.
Erneut eine Woche später, am 29. September, nahm er an den Vereinsmeisterschaften des New York Athletic Club teil, die auf Travers Island im Long-Island-Sund ausgetragen wurden. Der Lauf über 440 Yards fand als Handicap-Lauf statt. Die 7 Kontrahenten von Maxey Long erhielten eine Streckenvorgabe zwischen 10 und 24 Yards. Dennoch gewann Long mit 10 Yards Vorsprung und einer Zeit von 47,8 s. Diese Zeit wurde von der International Association of Athletics Federations (IAAF) als erster Weltrekord über 400 Meter anerkannt. Der Rekord von Long gehörte letztendlich zu den zwanzig am längsten ungebrochenen Weltrekorden der Geschichte in der Leichtathletik und konnte erst knapp 16 Jahre später unterboten werden.
Dennoch war es wieder Maxwell Long, der wiederum eine Woche später bei einem Sportfest auf einer alten Galopprennbahn in Guttenberg (New Jersey) einen grandiosen Lauf über 440 Yards absolvierte. Mit nur 47,0 s blieb er unter seinem erst kurz zuvor aufgestellten Rekord. Es handelte sich bei der Strecke jedoch um eine gerade Bahn, und nicht um eine Stadionrunde, so dass diese Zeit von der IAAF nicht als Rekord gezählt wurde.
In den folgenden Jahren ließen die Leistungen von Long stark nach. Er beteiligte sich an zahlreichen Laufveranstaltungen, doch wurde er seinem Ruf als schnellster Viertelmeiler nicht mehr gerecht. Der Name Maxwell Long verschwand langsam aus den Berichten und Ergebnislisten. Über sein weiteres Leben gibt es keine verwertbaren biografische Daten.